# Chris Bradford
Chris Bradford (* 23. Juni 1974 in Aylesbury, England) ist ein englischer Autor, Musiker und Kampfkünstler. Bekannt wurde er vor allem durch seine Jugendbuch-Serien Samurai und Bodyguard.

## Leben und Karriere
Das erste Samurai-Buch, das aus Bradfords Leidenschaft für die japanische Kultur entstand, wurde 2008 bei Puffin Books unter dem Titel Young Samurai: The Way of the Warrior veröffentlicht. Disney kaufte die Rechte im selben Jahr. Die deutsche Ausgabe erschien beim Ravensburger Buchverlag unter dem Namen Samurai: Der Weg des Kämpfers. Inzwischen umfasst die Serie 9 deutsche und 9 englische Bücher.
Chris Bradford verfasste außerdem mehrere Bücher über Musik: Heart & Soul: Revealing the Craft of Songwriting (2005), Crash Course Songwriting (2007) und die dreiteilige Reihe für Jugendliche, Record Deals Outloud, Music Publishing OutLoud und Artist Management OutLoud (2006).
2013 wurde das erste Buch einer neuen Jugendbuchreihe veröffentlicht: Bodyguard: Hostage. Die Serie wurde mit Bodyguard: Ransom (2014) fortgesetzt. Ein dritter Band, Der Hinterhalt, ist am 14. Dezember 2015  erschienen. Am 8. August 2016 erschien der Band Im Fadenkreuz. Der Anschlag erschien am 2. September 2017 und ist somit der 5. Teil der Bücherreihe. Am 25. November 2017 wurde in München der neue Teil Bodyguard Die Entscheidung herausgebracht.
Vor seiner Schriftstellerkarriere schrieb Bradford Lieder und arbeitete unter anderem mit Musikern wie Dave Calhogoun (Ian Brown ‚FEAR’), Iain Archer und Graham Gouldman. Als Musiker trat er mit James Blunt auf dem Notting Hill Carnival und vor Königin Elisabeth II. auf.
Chris Bradford trat im Alter von sieben Jahren einem Judo-Club bei und hat über 20 Jahre Erfahrung in den Kampfkünsten verschiedener Stile, einschließlich Shōtōkan-Karate, Muay Thai (Thai-Boxen), Aikido und Taijutsu, in jeder trägt er heute einen schwarzen Gürtel. Nun trainiert er Iaido und Wadō-Ryū-Karate.
Bradford lebt mit seiner Familie in den South Downs im Süden Englands.

## Bibliografie

### Samurai-Reihe
- Samurai: Der Weg des Kämpfers, englische Originalausgabe: Young Samurai: The Way of the Warrior (2008)
- Samurai: Der Weg des Schwertes, englische Originalausgabe: Young Samurai: The Way of the Sword (2009)
- Samurai: Der Weg des Drachen, englische Originalausgabe: Young Samurai: The Way of the Dragon (2010)
- Samurai: Der Ring der Erde,  englische Originalausgabe: Young Samurai: The Ring of Earth (2010)
- Samurai: Der Ring des Wassers, englische Originalausgabe: Young Samurai: The Ring of Water (2011)
- Samurai: Der Ring des Feuers, englische Originalausgabe: Young Samurai: The Ring of Fire (2011)
- Samurai: Der Ring des Windes, englische Originalausgabe: Young Samurai: The Ring of Wind (2012)
- Samurai: Der Ring des Himmels, englische Originalausgabe: Young Samurai: The Ring of Sky (2015)
- Samurai: Die Rückkehr des Kriegers, englische Originalausgabe: Young Samurai: The Return of the Warrior (2019)
- Samurai: Die Sachen von Morgan, englische Originalausgabe: Morgan and his Things: The Return of the new Warrior (2025)

### Bodyguard-Reihe
- Bodyguard: Die Geisel (2015), englische Originalausgabe: Bodyguard: Hostage (2013)
- Bodyguard: Das Lösegeld (2015), englische Originalausgabe: Bodyguard: Ransom (2014)
- Bodyguard: Der Hinterhalt (Dezember 2015), englische Originalausgabe: Bodyguard: Ambush (2015)
- Bodyguard: Im Fadenkreuz (August 2016), englische Originalausgabe: Bodyguard: Target (Mai 2016)
- Bodyguard: Der Anschlag (September 2017), englische Originalausgabe: Bodyguard: Assassin (2017)
- Bodyguard: Die Entscheidung (September 2018), englische Originalausgabe: Bodyguard: Survival (2017)

### Reihe Bodyguard Reloaded
- Bodyguard Reloaded: Die Entführung (2024), englische Originalausgabe: Bodyguard Reloaded #1: Kidnap (2023)

### Musik
- Heart & Soul: Revealing Das Handwerk des Songwriting (2005)
- Record Deals Outloud (2006)
- Music Publishing Outloud (2006)